# Diethyl ether
Diethyl ether, hay đơn giản là ether, là một hợp chất hữu cơ trong lớp ether với công thức (C
2H
5)
2O, đôi khi được viết tắt là Et
2O. Nó là một chất lỏng dễ cháy không màu, rất dễ bay hơi. Nó thường được sử dụng làm dung môi trong phòng thí nghiệm và làm chất kích nổ cho một số động cơ. Trước đây diethyl ether được sử dụng như một loại thuốc gây mê toàn thân, cho đến khi các loại thuốc không bắt lửa được phát triển, chẳng hạn như halothane. Nó từng được sử dụng như một loại ma túy giải trí.

## Sản xuất
Hầu hết diethyl ether được sản xuất như một sản phẩm phụ của quá trình hydrat hóa pha hơi của etilen để tạo ra ethanol. Quá trình này sử dụng xúc tác acid phosphoric trên chất mang rắn và có thể được điều chỉnh để tạo ra nhiều ether hơn nếu có nhu cầu. Sự mất nước pha hơi của ethanol đối với một số chất xúc tác alumina có thể cho năng suất diethyl ether lên tới 95%. Diethyl ether cũng có thể được điều chế cả trong phòng thí nghiệm và ở quy mô công nghiệp bằng xúc tác acid. ethanol được trộn với một acid mạnh, điển hình là acid sulfuric, H2SO4. Acid khi phân ly trong dung môi ethanol sẽ proton hóa nguyên tử oxy âm điện của ethanol, biến phân tử này thành ion một điện tích dương:
CH3CH2OH + H2SO4 → CH3CH2OH2+ + HSO4-
Sau đó nguyên tử oxy nucleophilic của một ethanol trung hòa khác sẽ thế một phân tử nước trong phân tử ethanol được proton hóa:
CH3CH2OH2+ + CH3CH2OH → H2O + (CH3CH2)2OH+
Cuối cùng nước hoặc ethanol sẽ đóng vai trò base Bronsted, lấy đi proton gắn trên diethyl ether, giải phóng ra phân tử diethyl ether trung hòa:
(CH3CH2)2OH+ + ROH → (CH3CH2)2O + ROH2+  (R có thể là H hoặc CH3CH2)
Phản ứng này phải được thực hiện ở nhiệt độ thấp hơn 150 °C để đảm bảo rằng sản phẩm tách (etilen) không phải là sản phẩm chính, vì ở nhiệt độ cao hơn, ethanol sẽ tách nước để tạo thành etilen. Phản ứng tạo ra diethyl ether là phản ứng thuận nghịch, do đó cuối cùng sẽ đạt tới trạng thái cân bằng giữa các chất phản ứng và sản phẩm. Tận dụng nguyên lý Le Chatelier, để có được hiệu suất ether tốt, nó phải được chưng cất ra khỏi hỗn hợp phản ứng trước khi cộng nước trở lại thành ethanol. Một phản ứng khác có thể được sử dụng để điều chế ether là tổng hợp ether Williamson, trong đó một chất kiềm (được tạo ra bằng cách hòa tan một kim loại kiềm trong rượu cần dùng) thế nucleophile vào một alkyl halide.

## Sử dụng
Nó đặc biệt quan trọng như là một dung môi trong sản xuất các loại nhựa cellulose như cellulose acetat.

### Nhiên liệu
Diethyl ether có số cetane cao 85-96 và được sử dụng làm chất lỏng kích nổ, kết hợp với các sản phẩm chưng cất dầu mỏ cho động cơ xăng và diesel  vì độ bay hơi cao và điểm chớp cháy thấp. Chất kích nổ ether được bán và sử dụng ở các nước có khí hậu lạnh, vì nó có thể giúp khởi động lạnh động cơ ở nhiệt độ dưới 0. Vì lý do tương tự, nó cũng được sử dụng như một thành phần của hỗn hợp nhiên liệu cho động cơ mô hình đánh lửa nén được chế hòa khí. Theo cách này, diethyl ether rất giống với một trong những tiền chất của nó, ethanol.

### Sử dụng phòng thí nghiệm
Diethyl ether là một dung môi không proton phổ biến trong phòng thí nghiệm. Nó có độ hòa tan hạn chế trong nước (6.05 g / 100 ml ở 25 °C) và hòa tan 1,5 g / 100 g (1.0 g / 100 ml) nước ở 25 °C. Điều này, cùng với tính dễ bay hơi của nó, làm cho nó lý tưởng để sử dụng làm dung môi không phân cực trong chiết xuất chất lỏng-lỏng. Khi được sử dụng với dung dịch nước, lớp diethyl ether nằm trên cùng vì nó có mật độ thấp hơn nước. Nó cũng là một dung môi phổ biến cho phản ứng Grignard và các phản ứng khác liên quan đến tác nhân cơ kim. Do ứng dụng trong sản xuất các chất bất hợp pháp, nó được liệt kê trong Bảng II theo Công ước của Liên hợp quốc về chống lưu thông bất hợp pháp trong các loại thuốc gây nghiện và các chất hướng thần cũng như các chất như aceton, toluen và acid sulfuric. 

### Sử dụng làm thuốc mê
Sau khi quan sát các tác dụng sinh lý tương tự với diethyl ether mà Humphry Davy đã mô tả cho Oxide nitơ vào năm 1800, Crawford Long đã sử dụng diethyl ether lần đầu tiên vào ngày 30 tháng 3 năm 1842, để phẫu thuật một khối u khỏi cổ bệnh nhân nam tên là James Venable bằng cách dùng một chiếc khăn có diethyl ether và đơn giản là cho bệnh nhân hít vào. Các bác sĩ Anh đã nhận thức được tính chất gây mê của diethyl ether ngay từ năm 1840, nơi nó được kê đơn rộng rãi kết hợp với thuốc phiện. Diethyl ether thay thế phần lớn việc sử dụng chloroform làm thuốc gây mê nói chung do chỉ số điều trị thuận lợi hơn diethyl ether, nghĩa là, sự khác biệt lớn hơn giữa liều hiệu quả và liều có khả năng gây độc.
Diethyl ether làm suy yếu cơ tim và làm tăng bài tiết khí quản. Diethyl ether cũng có thể được trộn với các chất gây mê khác như chloroform để tạo ra hỗn hợp C.E., hoặc chloroform và rượu để tạo ra A.C.E. hỗn hợp. Trong thế kỷ 21, ether hiếm khi được sử dụng. Việc sử dụng diethyl ether dễ cháy đã được thay thế bằng thuốc gây mê fluorohydrocarbon không cháy. Halothane là thuốc gây mê đầu tiên được phát triển và các thuốc gây mê dạng hít hiện đang được sử dụng khác, như isoflurane, desflurane, và sevoflurane, là các ether halogen hóa. Diethyl ether được tìm thấy có tác dụng phụ không mong muốn, chẳng hạn như buồn nôn và nôn sau gây mê. Các tác nhân gây mê hiện đại làm giảm các tác dụng phụ này. Trước năm 2005, nó nằm trong Danh sách các loại thuốc thiết yếu của Tổ chức Y tế Thế giới để sử dụng làm thuốc gây mê.

### Sử dụng y tế
Ether đã từng được sử dụng trong các công thức dược phẩm. Một hỗn hợp của rượu và ether, một phần của diethyl ether và ba phần ethanol, được gọi là "Rượu mạnh ether", Hoffman's Anodyne hoặc Hoffman's Drops. Tại Hoa Kỳ, loại thuốc này đã được loại bỏ khỏi Dược điển tại một số thời điểm trước tháng 6 năm 1917, như một nghiên cứu được công bố bởi William Procter, Jr. trên Tạp chí Dược phẩm Hoa Kỳ vào đầu năm 1852 cho thấy có sự khác biệt về công thức được tìm thấy giữa các nhà sản xuất thương mại, giữa dược điển quốc tế và từ công thức ban đầu của Hoffman.